# 21号码头
21号码头（Pier 21）曾是加拿大哈利法克斯的一个远洋客轮远洋定期船码头。它是加拿大仅存的海港移民设施。从1928年至1971年，将近一百万移民通过这里来到加拿大， 经常被比作美国移民门户的标志性建筑埃利斯島。 现在用作加拿大移民博物馆、新斯科舍艺术设计学院等。